# Bassano Virtus 55 Soccer Team 2014-2015
Questa voce raccoglie le informazioni riguardanti il Bassano Virtus 55 Soccer Team nelle competizioni ufficiali della stagione 2014-2015.

## Stagione
Nella stagione 2014-2015 il Bassano ha disputato il settimo campionato di terza serie della sua storia prendendo parte alla nuova divisione unica istituita dalla Lega Pro. Allenato da Antonino Asta il Bassano disputa un sontuoso campionato, primi al termine del girone di andata con 37 punti, hanno fatto altrettanti punti nel girone di ritorno, ma sono stati agganciati dal Novara, che ha ottenuto il primo posto con 74 punti, quanti il Bassano, ma primo e promosso direttamente grazie agli scontri diretti a favore. Così il Bassano di fatto secondo ha dovuto fare affidamento sui Play-off per salire in Serie B. Nei quarti dei Play-off ha superato a fatica la Juve Stabia in gara unica, (1-1) dopo i supplementari e (5-4) dopo i rigori. Nella doppia semifinale affronta la Reggiana, (0-0) a Reggio e (1-1) dopo i supplementari, (3-1) dopo i rigori. Nella doppia finale, vittoria del Como (2-0) nell'andata e (0-0) nel ritorno. Così il Como ha seguito il Novara in Serie B, per il Bassano la beffa di aver dominato il campionato, senza ottenere la promozione.

## Divise e sponsor
Il fornitore ufficiale di materiale tecnico per la stagione 2014-2015 è stato Lotto, mentre lo sponsor ufficiale è stato Diesel.
| 1ª divisa | 1ª divisa |

## Organigramma societario
Area direttiva
- Presidente: Stefano Rosso
- Vice Presidente: Roberto Masiero
- Direttore generale: Werner Seeber
- Segretario generale: Renato Schena
- Responsabile amministrativo: Sebastiano Fassanelli
- Responsabile marketing e comunicazione: Sara Vivian

Area tecnica
- Allenatore: Antonino Asta
- Allenatore in seconda: Francesco Farina
- Preparatori dei portieri: Carlo Caporello e Marco Zuccher
- Team Manager: Renato Schena
- Preparatore atletico: Alessandro Dal Monte
- Magazziniere: Ermanno Zanolla

Settore giovanile
- Responsabile: Michele Nicolin
- Allenatore Berretti: Michele Baldi

Area sanitaria
- Responsabile: Elisabetta Zordanazzo
- Fisioterapista: Felice Zuin

## Rosa
| N. |                   | Ruolo | Calciatore       |
| -- | ----------------- | ----- | ---------------- |
|    | Italia (bandiera) | P     | Matteo Grandi    |
|    | Italia (bandiera) | P     | Gian Maria Rossi |
|    | Italia (bandiera) | D     | Nicola Bizzotto  |
|    | Italia (bandiera) | D     | Andrea Bonetto   |
|    | Italia (bandiera) | D     | Tommaso Bortot   |
|    | Italia (bandiera) | D     | Andrea Ingegneri |
|    | Italia (bandiera) | D     | Giusto Priola    |
|    | Italia (bandiera) | D     | Daniel Semenzato |
|    | Italia (bandiera) | D     | Filippo Stevanin |
|    | Italia (bandiera) | D     | Dario Toninelli  |
|    | Italia (bandiera) | D     | Enrico Zanella   |
|    | Italia (bandiera) | C     | Andrea Casarini  |
|    | Italia (bandiera) | C     | Luca Cattaneo    |

| N. |                   | Ruolo | Calciatore           |
| -- | ----------------- | ----- | -------------------- |
|    | Italia (bandiera) | C     | Giacomo Cenetti      |
|    | Italia (bandiera) | C     | Elia Cortesi         |
|    | Italia (bandiera) | C     | Guido Davì           |
|    | Italia (bandiera) | C     | Federico Furlan      |
|    | Italia (bandiera) | C     | Simone Iocolano      |
|    | Italia (bandiera) | C     | Mattia Proietti      |
|    | Italia (bandiera) | C     | Nicolò Tonon         |
|    | Italia (bandiera) | C     | Enrico Trento        |
|    | Italia (bandiera) | A     | Tommy Maistrello     |
|    | Italia (bandiera) | A     | Luca Munarini        |
|    | Italia (bandiera) | A     | Angelo Raffaele Nolé |
|    | Italia (bandiera) | A     | Stefano Pietribiasi  |
|    | Italia (bandiera) | A     | Manuel Spadafora     |

## Risultati

### Campionato

#### Girone di andata
| Arbitro: | Mancini (Fermo) |

|  |           |                     |
|  | Marcatori | 37’ (rig.) Cesarini |

| Arbitro: | Andreini (Forlì) |

|                              |           |                                     |
| Campo 37’ (rig.) Lendrić 78’ | Marcatori | 13’ Proietti 61’ Semenzato 76’ Nolé |

| Arbitro: | Mantelli (Brescia) |

|                 |           |               |
| Pietribiasi 43’ | Marcatori | 90’ S. Perico |

| Arbitro: | Perotti (Legnano) |

|  |           |                                     |
|  | Marcatori | 61’ Zanella 64’ Nolé 74’ Maistrello |

| Arbitro: | Bertani (Pisa) |

|                                |           |  |
| Pietribiasi 37’ Maistrello 90’ | Marcatori |  |

| Arbitro: | Giovani (Grosseto) |

|                                           |           |                                            |
| M. Marchi 7’ A. Brighenti 63’, 89’ (rig.) | Marcatori | 43’, 44’ Pietribiasi 83’ Nolé 86’ Iocolano |

| Arbitro: | Catona (Reggio Calabria) |

|                         |           |                  |
| Nolé 51’ Maistrello 90’ | Marcatori | 82’ (rig.) Erpen |

| Arbitro: | Di Martino (Teramo) |

|            |           |              |
| Evacuo 77’ | Marcatori | 70’ Iocolano |

| Arbitro: | Mei (Pesaro) |

|                                        |           |          |
| Furlan 53’ Nolé 83’ (rig.) Cortesi 90’ | Marcatori | 2’ Mogos |

| Bassano del Grappa 26 ottobre 2014, ore 14:30 CET 10ª giornata | Bassano Virtus     | 0 – 0 referto | Torres | Stadio Rino Mercante\| Arbitro: \| Illuzzi (Molfetta) \| |
| Arbitro:                                                       | Illuzzi (Molfetta) |               |        |                                                          |

| Arbitro: | Piscopo (Imperia) |

|                        |           |                              |
| Baclet 41’ Candido 56’ | Marcatori | 56’ Iocolano 84’ Pietribiasi |

| Arbitro: | Fiorini (Frosinone) |

|                                              |           |                       |
| Pietribiasi 13’ Nolé 16’ (rig.) Cattaneo 90’ | Marcatori | 11’ (rig.) N. Zanetti |

| Alessandria 17 dicembre 2014, ore 18:00 CET 13ª giornata (R) | Alessandria       | 0 – 0 referto | Bassano Virtus | Stadio Giuseppe Moccagatta\| Arbitro: \| Martinelli (Roma) \| |
| Arbitro:                                                     | Martinelli (Roma) |               |                |                                                               |

| Arbitro: | Pagliardini (Arezzo) |

|                 |           |  |
| Nolè 67’ (rig.) | Marcatori |  |

| Arbitro: | Fiore (Barletta) |

|              |           |                                    |
| Magnaghi 19’ | Marcatori | 31’ Maistrello 66’ (rig.) Iocolano |

| Arbitro: | Marini (Roma) |

|              |           |           |
| Cattaneo 19’ | Marcatori | 21’ Bruno |

| Arbitro: | Morreale (Roma) |

|                         |           |                 |
| Florian 74’ Cocuzza 90’ | Marcatori | 34’ Pietribiasi |

| Arbitro: | Piccinini (Forlì) |

|                             |           |                 |
| Pietribiasi 1’ Iocolano 36’ | Marcatori | 74’ (rig.) Vita |

| Arbitro: | Rapuano (Rimini) |

|                |           |                 |
| Ranellucci 45’ | Marcatori | 78’ (rig.) Nolé |

#### Girone di ritorno
| Arbitro: | Paolini (Ascoli Piceno) |

|                                       |           |                         |
| Soncin 7’ (rig.) A. Ferretti 10’, 56’ | Marcatori | 8’ Cenetti 81’ Cattaneo |

| Bassano del Grappa 17 gennaio 2015, ore 16:00 CET 21ª giornata | Bassano Virtus | 0 – 0 referto | Südtirol | Stadio Rino Mercante\| Arbitro: \| Serra (Torino) \| |
| Arbitro:                                                       | Serra (Torino) |               |          |                                                      |

| Arbitro: | Marinelli (Tivoli) |

|                |           |                               |
| Spiranelli 78’ | Marcatori | 65’ Semenzato 66’ Pietribiasi |

| Arbitro: | Panarese (Lecce) |

|          |           |  |
| Nolé 47’ | Marcatori |  |

| Arbitro: | Prontera (Bologna) |

|                |           |                |
| Silva Reis 71’ | Marcatori | 90’ Maistrello |

| Bassano del Grappa 15 febbraio 2015, ore 14:30 CET 25ª giornata | Bassano Virtus            | 0 – 0 referto | Cremonese | Stadio Rino Mercante\| Arbitro: \| Melidoni (Frattamaggiore) \| |
| Arbitro:                                                        | Melidoni (Frattamaggiore) |               |           |                                                                 |

| Arbitro: | Fourneau (Roma) |

|              |           |  |
| Sabatino 73’ | Marcatori |  |

| Arbitro: | Tadino (Milano) |

|              |           |                         |
| Iocolano 89’ | Marcatori | 35’ González 85’ Garufo |

| Arbitro: | Guccini (Albano Laziale) |

|               |           |                       |
| Trainotti 70’ | Marcatori | 53’ Cattaneo 57’ Davì |

| Arbitro: | Giuseppe Strippoli (Bari) |

|  |           |                 |
|  | Marcatori | 16’ Pietribiasi |

| Arbitro: | Dei Giudici (Latina) |

|  |           |                 |
|  | Marcatori | 58’ Pietribiasi |

| Arbitro: | Andreini (Forlì) |

|                                         |           |                 |
| Semenzato 35’ Iocolano 43’ Cattaneo 74’ | Marcatori | 7’, 51’ Candido |

| Arbitro: | Rapuano (Rimini) |

|                                   |           |                              |
| Cattaneo 18’ Pietribiasi 61’, 65’ | Marcatori | 45’ Morero 70’ Vitofrancesco |

| Arbitro: | Illuzzi (Molfetta) |

|                    |           |                                 |
| Le Noci 35’ (rig.) | Marcatori | 5’ Cattaneo 22’ (rig.) Iocolano |

| Arbitro: | Di Ruberto (Nocera Inferiore) |

|  |           |                         |
|  | Marcatori | 29’ Guerra 58’ G. Greco |

| Arbitro: | Fiore (Barletta) |

|  |           |                 |
|  | Marcatori | 40’ (rig.) Nolé |

| Arbitro: | D'Apice (Arezzo) |

|                 |           |            |
| Furlan 17’, 67’ | Marcatori | 45’ Iovine |

| Monza 1º maggio 2015, ore 15:00 CEST 37ª giornata | Monza            | 0 – 0 referto | Bassano Virtus | Stadio Brianteo\| Arbitro: \| Baroni (Firenze) \| |
| Arbitro:                                          | Baroni (Firenze) |               |                |                                                   |

| Arbitro: | Piccinini (Forlì) |

|                                           |           |                |
| Pietribiasi 4’ Semenzato 38’ Iocolano 45’ | Marcatori | 66’ Bracaletti |

### Play-off

#### Quarti di finale
| Arbitro: | Serra (Torino) |

|                                         |                      |                                        |
| Davì 21’                                | Marcatori            | 23’ Bombagi                            |
| Davì Furlan Semenzato Cattaneo Iocolano | Tiri di rigore 5 – 4 | La Camera Gómez F. Ripa Bombagi Burrai |

#### Semifinali
| Reggio nell'Emilia 24 maggio 2015, ore 18:00 CEST Andata | Reggiana            | 0 – 0 referto | Bassano Virtus | Mapei Stadium - Città del Tricolore\| Arbitro: \| Di Martino (Teramo) \| |
| Arbitro:                                                 | Di Martino (Teramo) |               |                |                                                                          |

| Arbitro: | Guccini (Albano Laziale) |

|                                          |                      |                                   |
| Pietribiasi 20’                          | Marcatori            | 41’ Angiulli                      |
| Davì Toninelli Semenzato Priola Iocolano | Tiri di rigore 3 – 1 | Bruccini Parola Mignanelli Alessi |

#### Finali
| Arbitro: | Rapuano (Rimini) |

|                      |           |  |
| Le Noci 12’ Ganz 82’ | Marcatori |  |

| Bassano del Grappa 14 giugno 2015, ore 16:00 CEST Ritorno | Bassano Virtus    | 0 – 0 referto | Como | Stadio Rino Mercante\| Arbitro: \| Martinelli (Roma) \| |
| Arbitro:                                                  | Martinelli (Roma) |               |      |                                                         |

### Coppa Italia

#### Primo turno
| Arbitro: | Vesprini (Macerata) |

|             |           |                           |
| Maritato 7’ | Marcatori | 75’ Cattaneo 89’ Stevanin |

#### Secondo turno
| Arbitro: | Manganiello (Pinerolo) |

|                           |           |                                                              |
| Gǎlǎbinov 15’ Moscati 40’ | Marcatori | 25’ Maistrello 35’ (rig.) Iocolano 86’ Bizzotto 90’ Stevanin |

#### Terzo turno
| Arbitro: | Di Bello (Brindisi) |

|                                                                        |           |  |
| Candreva 46’ Keita 53’, 68’ de Vrij 59’ Parolo 79’ Basta 87’ Klose 90’ | Marcatori |  |

### Coppa Italia Lega Pro

#### Secondo turno
| Arbitro: | Pietropaolo (Modena) |

|                     |           |  |
| Munarini 62’ (rig.) | Marcatori |  |

#### Ottavi di finale
| Arbitro: | Proietti (Terni) |

|                                                    |                      |                                      |
| F. Carboni 4’ Abbruscato 7’                        | Marcatori            | 2’ Tonon 38’ Munarini                |
| Abbruscato Cittadino Bracaletti F. Carboni Pinardi | Tiri di rigore 2 – 3 | Pietribiasi Cenetti Cortesi Cattaneo |

#### Quarti di finale
| Arbitro: | Balice (Termoli) |

|                                  |           |  |
| L. Veratti 11’ D. Gasparetto 44’ | Marcatori |  |

## Statistiche

### Statistiche di squadra
| Competizione          | Punti | In casa | In casa | In casa | In casa | In casa | In casa | In trasferta | In trasferta | In trasferta | In trasferta | In trasferta | In trasferta | Totale | Totale | Totale | Totale | Totale | Totale | DR  |
| Competizione          | Punti | G       | V       | N       | P       | Gf      | Gs      | G            | V            | N            | P            | Gf           | Gs           | G      | V      | N      | P      | Gf     | Gs     | DR  |
| --------------------- | ----- | ------- | ------- | ------- | ------- | ------- | ------- | ------------ | ------------ | ------------ | ------------ | ------------ | ------------ | ------ | ------ | ------ | ------ | ------ | ------ | --- |
| Lega Pro              | 74    | 19      | 11      | 5       | 3       | 28      | 17      | 19           | 10           | 6            | 3            | 29           | 20           | 38     | 21     | 11     | 6      | 57     | 37     | +20 |
| Play-off              |       | 3       | 0       | 3       | 0       | 2       | 2       | 2            | 0            | 1            | 1            | 0            | 2            | 5      | 0      | 4      | 1      | 2      | 4      | -2  |
| Coppa Italia          |       | -       | -       | -       | -       | -       | -       | 3            | 2            | 0            | 1            | 6            | 10           | 3      | 2      | 0      | 1      | 6      | 10     | -4  |
| Coppa Italia Lega Pro |       | 1       | 1       | 0       | 0       | 1       | 0       | 2            | 0            | 1            | 1            | 2            | 4            | 3      | 1      | 1      | 1      | 3      | 4      | -1  |
| Totale                |       | 23      | 12      | 8       | 3       | 31      | 19      | 26           | 12           | 8            | 6            | 37           | 36           | 49     | 24     | 16     | 9      | 68     | 55     | +13 |

### Statistiche dei giocatori
| Giocatore      | Lega Pro | Lega Pro | Lega Pro    | Lega Pro   | Play-off | Play-off | Play-off    | Play-off   | Coppa Italia | Coppa Italia | Coppa Italia | Coppa Italia | Coppa Italia Lega Pro | Coppa Italia Lega Pro | Coppa Italia Lega Pro | Coppa Italia Lega Pro | Totale   | Totale | Totale      | Totale     |
| Giocatore      | Presenze | Reti     | Ammonizioni | Espulsioni | Presenze | Reti     | Ammonizioni | Espulsioni | Presenze     | Reti         | Ammonizioni  | Espulsioni   | Presenze              | Reti                  | Ammonizioni           | Espulsioni            | Presenze | Reti   | Ammonizioni | Espulsioni |
| -------------- | -------- | -------- | ----------- | ---------- | -------- | -------- | ----------- | ---------- | ------------ | ------------ | ------------ | ------------ | --------------------- | --------------------- | --------------------- | --------------------- | -------- | ------ | ----------- | ---------- |
| N. Bizzotto    | 24       | 0        | 9           | 1          | 5        | 0        | 1           | 0          | 3            | 1            | 1            | 0            | 1                     | 0                     | 1                     | 0                     | 33       | 1      | 12          | 1          |
| A. Bonetto     | -        | -        | -           | -          | -        | -        | -           | -          | -            | -            | -            | -            | 1                     | 0                     | 0                     | 0                     | 1        | 0      | 0           | 0          |
| T. Bortot      | -        | -        | -           | -          | -        | -        | -           | -          | -            | -            | -            | -            | 2                     | 0                     | 1                     | 0                     | 2        | 0      | 1           | 0          |
| A. Casarini    | 1        | 0        | 0           | 0          | 1        | 0        | 0           | 0          | -            | -            | -            | -            | -                     | -                     | -                     | -                     | 2        | 0      | 0           | 0          |
| L. Cattaneo    | 31       | 7        | 2           | 0          | 4        | 0        | 0           | 0          | 3            | 1            | 0            | 0            | 3                     | 0                     | 0                     | 0                     | 41       | 8      | 2           | 0          |
| G. Cenetti     | 35       | 1        | 6           | 0          | 4        | 0        | 0           | 0          | 3            | 0            | 0            | 0            | 2                     | 0                     | 1                     | 0                     | 44       | 1      | 7           | 0          |
| E. Cortesi     | 13       | 1        | 0           | 0          | 2        | 0        | 0           | 0          | -            | -            | -            | -            | 3                     | 0                     | 0                     | 0                     | 18       | 1      | 0           | 0          |
| G. Davì        | 25       | 1        | 6           | 0          | 5        | 1        | 1           | 0          | 2            | 0            | 0            | 0            | 1                     | 0                     | 1                     | 0                     | 33       | 2      | 8           | 0          |
| F. Furlan      | 37       | 3        | 5           | 0          | 4        | 0        | 2           | 1          | 3            | 0            | 0            | 0            | 1                     | 0                     | 0                     | 0                     | 45       | 3      | 7           | 1          |
| M. Grandi      | 2        | -1       | 0           | 0          | 5        | -4       | 0           | 0          | 1            | -2           | 0            | 0            | 3                     | -4                    | 0                     | 0                     | 11       | -11    | 0           | 0          |
| A. Ingegneri   | 10       | 0        | 0           | 0          | -        | -        | -           | -          | -            | -            | -            | -            | 2                     | 0                     | 0                     | 0                     | 12       | 0      | 0           | 0          |
| S. Iocolano    | 34       | 9        | 8           | 1          | 5        | 0        | 1           | 0          | 3            | 1            | 0            | 0            | 2                     | 0                     | 0                     | 0                     | 44       | 10     | 9           | 1          |
| T. Maistrello  | 27       | 5        | 5           | 0          | 3        | 0        | 0           | 0          | 3            | 1            | 1            | 0            | 2                     | 0                     | 0                     | 0                     | 35       | 6      | 6           | 0          |
| L. Munarini    | 2        | 0        | 0           | 0          | -        | -        | -           | -          | 2            | 0            | 0            | 0            | 2                     | 2                     | 0                     | 0                     | 6        | 2      | 0           | 0          |
| A.R. Nolé      | 31       | 10       | 4           | 1          | 5        | 0        | 1           | 0          | -            | -            | -            | -            | 2                     | 0                     | 0                     | 0                     | 38       | 10     | 5           | 1          |
| S. Pietribiasi | 36       | 14       | 4           | 1          | 4        | 1        | 2           | 0          | 1            | 0            | 0            | 0            | 2                     | 0                     | 1                     | 0                     | 43       | 15     | 7           | 1          |
| G. Priola      | 36       | 0        | 6           | 1          | 5        | 0        | 0           | 0          | 3            | 0            | 1            | 0            | -                     | -                     | -                     | -                     | 44       | 0      | 7           | 1          |
| M. Proietti    | 36       | 1        | 9           | 0          | 4        | 0        | 2           | 0          | 3            | 0            | 1            | 0            | 2                     | 0                     | 0                     | 0                     | 45       | 1      | 12          | 0          |
| G.M. Rossi     | 37       | -36      | 2           | 0          | -        | -        | -           | -          | 2            | -8           | 0            | 0            | -                     | -                     | -                     | -                     | 39       | -44    | 2           | 0          |
| D. Semenzato   | 30       | 4        | 7           | 0          | 5        | 0        | 0           | 0          | 3            | 0            | 0            | 0            | 2                     | 0                     | 0                     | 0                     | 40       | 4      | 7           | 0          |
| M. Spadafora   | 6        | 0        | 0           | 0          | 1        | 0        | 0           | 0          | -            | -            | -            | -            | -                     | -                     | -                     | -                     | 7        | 0      | 0           | 0          |
| F. Stevanin    | 18       | 0        | 2           | 0          | 1        | 0        | 0           | 0          | 3            | 2            | 0            | 0            | 3                     | 0                     | 1                     | 0                     | 25       | 2      | 3           | 0          |
| D. Toninelli   | 32       | 0        | 10          | 2          | 5        | 0        | 0           | 0          | 3            | 0            | 0            | 0            | -                     | -                     | -                     | -                     | 40       | 0      | 10          | 2          |
| N. Tonon       | 2        | 0        | 0           | 0          | -        | -        | -           | -          | 1            | 0            | 0            | 0            | 2                     | 1                     | 1                     | 0                     | 5        | 1      | 1           | 0          |
| E. Trento      | -        | -        | -           | -          | -        | -        | -           | -          | -            | -            | -            | -            | 1                     | 0                     | 0                     | 0                     | 1        | 0      | 0           | 0          |
| E. Zanella     | 24       | 1        | 6           | 1          | 1        | 0        | 0           | 0          | 0            | 0            | 1            | 0            | 3                     | 0                     | 0                     | 0                     | 28       | 1      | 7           | 1          |